# Woburn Sands
Woburn Sands – miasto w Anglii, w hrabstwie ceremonialnym Buckinghamshire, w dystrykcie (unitary authority) Milton Keynes. Leży 67 km na północny zachód od centrum Londynu.